# Фонд оборони країни
«Фонд оборони країни» — українська благодійна організація. Займається допомогою армії, медичним закладам та іншою діяльністю. Створена у Дніпрі на початку війни на сході України — в травні 2014 року. Голова правління — Хазан Павло Вікторович, український громадський та політичний діяч.
За даними фонду, станом на липень 2016 він допоміг армії на суму близько 160 млн гривень, не враховуючи гуманітарної допомоги. Серед його спонсорів є і підприємці, і просто небайдужі громадяни. Розмір найбільшого благодійного внеску становив 6 млн грн., найменшого — 70 коп.

## Основні напрями роботи
- Допомога медичним закладам;
- Тактична медицина, тренінги;
- Місця для відпочинку бійців;
- Зв'язок та IT;
- матеріально-технічне забезпечення військових частин Збройних Сил України, Національної гвардії, Прикордонної служби, підрозділів Міністерства внутрішніх справ, Державної служби з надзвичайних ситуацій, військових та цивільних шпиталів;
- Визволення полонених та пошук загиблих.

## Допомога медичним закладам
- Спільний проєкт «Фонду» та опікового центру Дніпропетровської міської лікарні № 2 з оснащення лікувального закладу сучасним медичним обладнанням. Проєкт реалізовано завдяки уряду Швеції, який виділив 2 650 000 грн. на придбання хірургічного обладнання для дніпропетровського опікового центру.[3]
- Допомогу від «Фонду» отримали:
- військовий госпіталь Краматорська;
- лікарні Дніпра;
- лікарня, Селидове;
- лікарня, Мирноград;
- лікарня, Курахове;
- лікарня, Волноваха;
- лікарня, Артемівськ та інші.

## Тактична медицина, тренінги
«Фонд оборони країни» започаткував окремий проєкт «тренінг+аптечка». Регулярно проводить тренінги для бійців Національної гвардії України.
Тактичні індивідуальні аптечки видаються бійцям тільки після того, як вони отримали необхідні знання та навички першої допомоги та користування аптечкою на тренінгу.
Обличчям кампанії по збору коштів на аптечки на благодійних засадах став кримськотатарський режисер та актор Ахтем Сейтаблаєв. Для збору коштів для проєкту постійно проводяться благодійні концерти, різноманітні акції та заходи.

## Місце для відпочинку бійців
На центральному залізничному вокзалі Дніпропетровська зусиллями волонтерів «Фонду» та за підтримки адміністрації вокзалу організоване «Місце для відпочинку бійців».
Пункт розташований у залі очікування. Для військових є вода, чай, кава, солодощі, бібліотека, настольні ігри, інтернет та можливість зручно відпочити, чекаючи на свій потяг.

## Зв'язок та IT
- «Захищений зв'язок» — забезпечення бійців ЗСУ, добровольчих підрозділів, силових структур, сучасними, захищеними засобами зв'язку.
- За ініціативою «Фонду» створено добровольчий «Окремий підрозділ спецзв'язку» (ОПСЗ), що займається забезпеченням підрозділів криптованим зв'язком в зоні АТО.
- Мобільний комплекс передачі даних (ЦЖБ-2М).
- Командний центр військ ОК «СХІД» («Південь»). Спільний проєкт БО «Фонд оборони країни» та ОК «Схід» («Південь»)
- Система відеоспостереження та передачі даних на блок-постах. Проєкт реалізовано в Дніпропетровській та Донецькій областях.

Також даною системою обладнано 2 летовища:
- Аеропорт «Маріуполь»;
- Аеропорт «Дніпропетровськ».

## Матеріально-технічне забезпечення військових частин
Забезпечено більше 150 заяв від Збройних Сил України, Національної гвардії, Прикордонної служби, підрозділів Міністерства внутрішніх справ, Державної служби з надзвичайних ситуацій, військових та цивільних шпиталів.

## Визволення полонених
За інформацією Фонду, його відділ пошуку зниклих безвісти та звільнення заручників працює в таких напрямках:
- Збір інформації про зниклих безвісти, заручників та загиблих: формування загальної бази даних
- Робота з родичами
- Пошукові роботи (виявлення місць перебування заручників, місць поховань військових на території, підконтрольній терористичним організаціям «ДНР» та «ЛНР»).
- Ведення переговорів зі звільнення заручників та проведення операцій з обміну полоненими і вивіз звільнених та загиблих з непідконтрольних Україні територій.

Відділ тісно співпрацює з групою з обміну заручників «Патріот», а також із групами з вивозу загиблих з територій, окупованих терористами «ДНР» та «ЛНР».
На кінець травня 2015 року база нараховує 2083 особи (без урахування загиблих). З них 871 особу звільнено з полону, 537 осіб лишаються в полоні та 675 є зниклими безвісти.

## Волонтери фонду
У «Фонді» працює «Група моніторингу», що здійснює виїзди на передові позиції, — не тільки для забезпечення підрозділів усім необхідним, але і для моніторингу того, як використовується техніка та обладнання, що були придбані «Фондом». Серед волонтерів українська громадська діячка і продюсерка Наталя Хазан та режисер Євген Тітаренко.